# Multiroom
Multiroom (nagłośnienie wielostrefowe) − kompleksowe systemy nagłośnienia wnętrz (np. domów, mieszkań). Polegają na połączeniu wszystkich pomieszczeń systemem przekaźników i kabli (stosowane także połączenia bezprzewodowe), w jeden system audio.
W skład systemu wchodzą:
- serwer muzyczny (jako podstawowe źródło dźwięku umożliwiające wysłanie sygnału do kilku lub kilkunastu stref jednocześnie),
- komplet głośników, panel sterowania, wzmacniacz w każdym pomieszczeniu (najczęściej wbudowane w ścianę).[1]

Multiroom umożliwia także zintegrowanie domowego systemu audio-video z „inteligentnym” oświetleniem, czy klimatyzacją.